# Свєнціцька Віра Іларіонівна
Вíра Іларіо́нівна Свєнцíцька (28 серпня 1913, Львів, Королівство Галичини і Володимирії, Австро-Угорська імперія — 25 травня 1991, Львів, Україна) — українська мистецтвознавиця, діячка УВО та ОУН, учасниця жіночої бойово-розвідувальної п'ятірки Марії Кос. Жертва сталінського терору.

## Життєпис

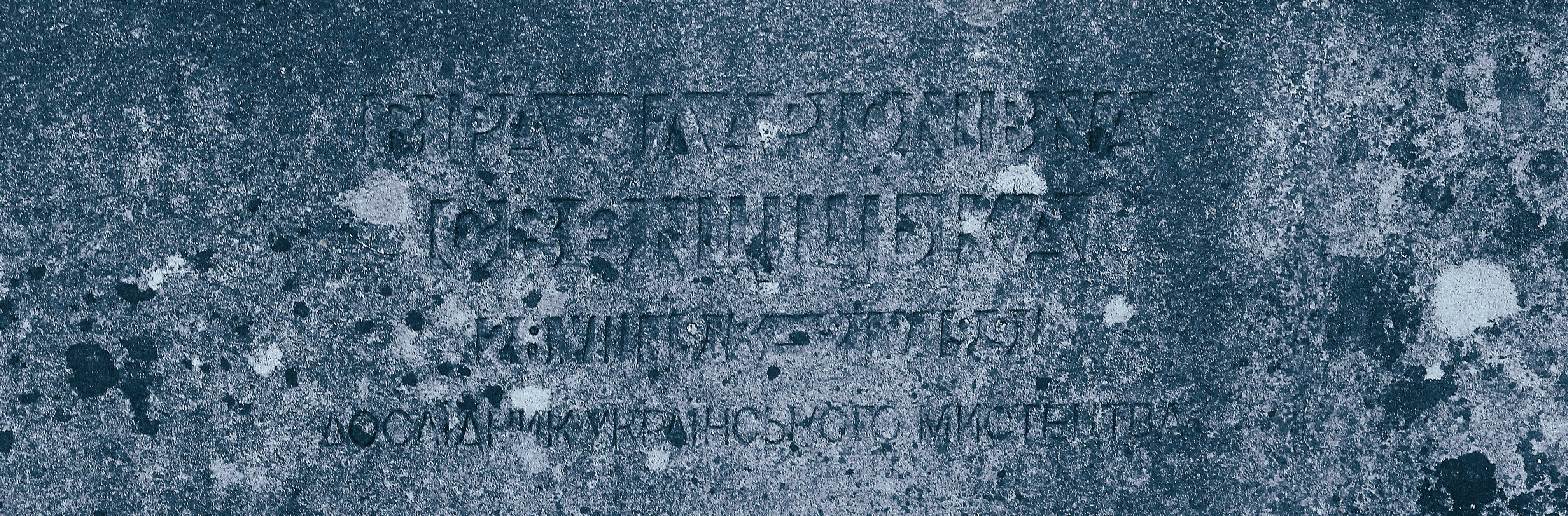
Фрагмент напису на гробниці родини Свєнціцьких

Народилася 28 серпня 1913 року у Львові в Галичині, яка була на той час у складі Австро-Угорщини, в родині Іларіона Свєнціцького.
У 1932 році закінчила гімназію сестер Василіянок. Протягом 1932⁣—⁣1938 років навчалася у Львівському університеті, з 1939 року магістр мистецтвознавства. Наукова працівниця Національного музею у Львові.
Протягом 1931—1932 перебувала у жіночій бойово-розвідувальній п'ятірці під керівництвом Марії Кос, що була в підпорядкуванні Крайової Екзекутиви (КЕ) ОУН. Була на лаві підсудних під час Львівського процесу 1936 року, виправдана.
Після другої радянської окупації 1944 року Віра Свєнціцька була заарештована органами МДБ СРСР. Крім усього іншого, вона була донькою директора Національного музею у Львові та відомою мистецтвознавицею, тому окупаційна влада не наважилася запроторити мисткиню просто до ГУЛАГу, а лише на заслання (1947—1956). Від концтабору її вберегла і відважна позиція відомої художниці Олени Кульчицької, яка розгорнула у Львові цілу кампанію на захист Свєнціцької, пишучи листи до всіх каральних установ СРСР.
Після повернення з депортації працювала (з 1962) у Державному музеї українського мистецтва.
Віра Свєнціцька померла 25 травня 1991 року у Львові. Похована в одній могилі з батьками на 21 полі Личаківського цвинтаря.
1995 року відзначена (посмертно) Державною премією ім. Т. Шевченка за альбом «Українське народне малярство XIII—XX ст. Світ очима народних митців».

### Праці і статті
- «Різьблені ручні хрести XVII—XX ст.» (1939)
- «Іван Руткович і становлення реалізму в укр. малярстві XVII ст.» (1966)
- «Історія українського мистецтва» (т. 2, 1967): узагальнення результатів досліджень творчості галицьких іконописців жовківського осередку майстрів із с. Судова Вишня, львівського кола та ін.
- «Спадщина віків: Українське малярство XIV—XVII століть у музейних колекціях Львова» (Львів: Каменяр, 1990)
- «Живопис XIV—XVI століть» (у 2 т. «Історії українського мистецтва», 1967)
- «Словник жовківських майстрів живопису і різьби» (у зб. «Українське Мистецтвознавство», кн. 1, 1967)
- Альбом «Українське народне малярство XII—XX ст.» (1991), виданий вже після її смерті.